# Linaria flavirostris

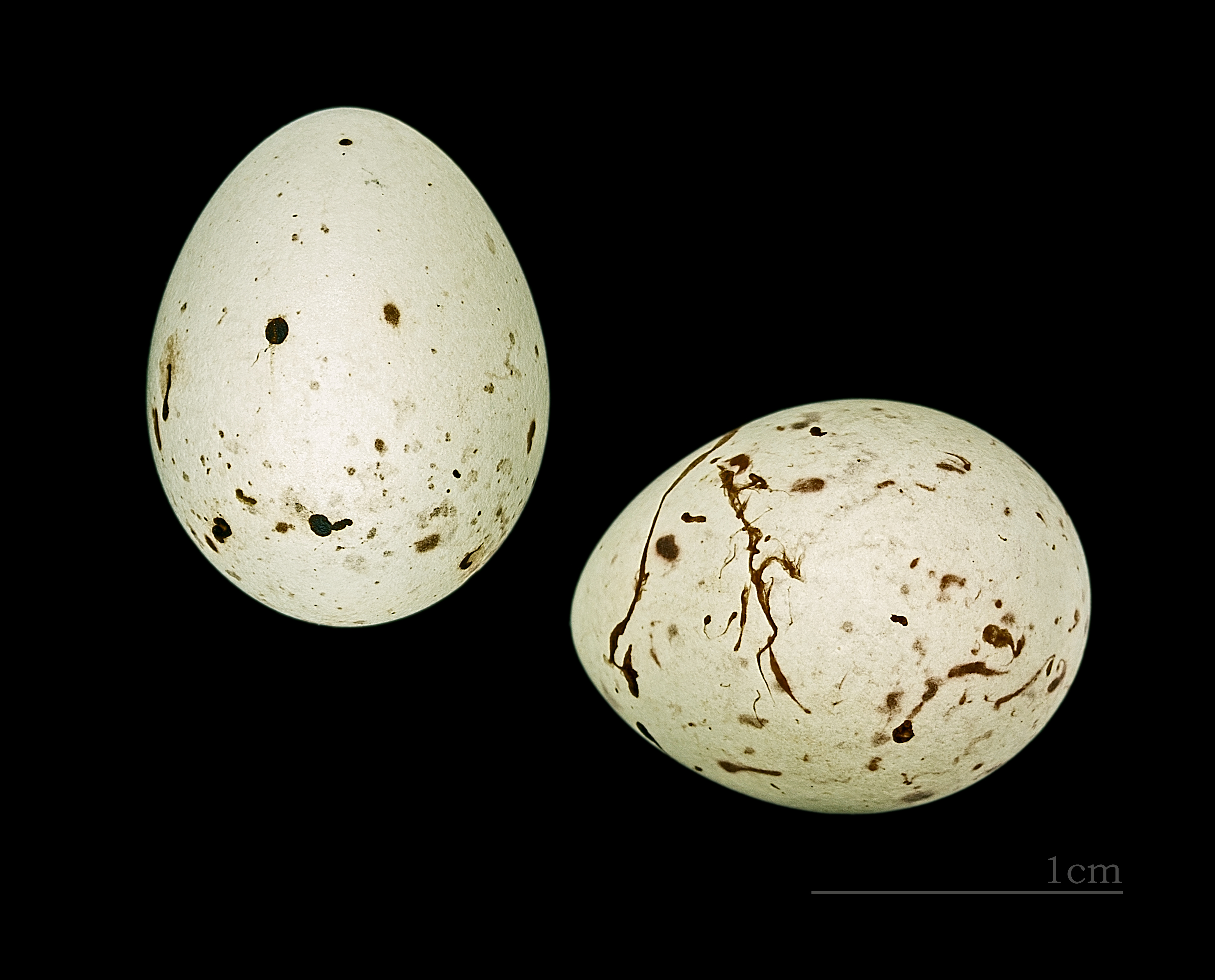
Huevos de Linaria flavirostris

El pardillo piquigualdo (Linaria flavirostris) es una especie de ave paseriforme de la familia Fringillidae propia de Eurasia.
Los pardillos piquigualdos nidifican desde el norte de Europa hasta Asia central. Es parcialmente sedentario, pero muchos migran más al sur, o se mudan a las costas. 
Las áreas desarboladas de turberas son las mejores para procrear. Construyen su nido en matorrales, poniendo de cuatro a siete huevos.
Esta especie forma grandes bandadas fuera de la estación de procreación, a veces mezclada con otros fringílidos en costas y ciénagas salinas. Se alimentan de semillas.
Es similar en tamaño y forma al pardillo común (Carduelis cannabina), pero falta el parche rojo en la cabeza y la forma en que muestran el pecho por esa especie y por los pardillos. Es pardo con negro arriba, con rosado en la parte trasera. Las partes internas blancuzco, saltado con pardo. El pico cónico es amarillo en invierno y gris en verano.
El llamado es un distintivo "tuit", y el sonido tiene rápidos trinos y píos.